# Seyssins
Seyssins – miejscowość i gmina we Francji, w regionie Owernia-Rodan-Alpy, w departamencie Isère.
Według danych na rok 1990 gminę zamieszkiwało 7028 osób, a gęstość zaludnienia wynosiła 878 osób/km² (wśród 2880 gmin regionu Rodan-Alpy Seyssins plasuje się na 115. miejscu pod względem liczby ludności, natomiast pod względem powierzchni na miejscu 1280.).